# Jalore
Jalore o Jalor és una ciutat i municipalitat del Rajasthan, capital del districte de Jalor, al sud del riu Sukri, afluent del Luni a 121 km al sud del principat de Jodhpur. Destaca per la producció de granit. Té 54.081 habitants (2011). Segons el cens el 2001 en tenia 44.828 i 7.443 habitants el 1901.

## Història
Fou l'antiga Jabalipura que prenia el nom d'un santó, coneguda també com a Suvarngiri o Songir, (muntanya Daurada) per estar al cim de la muntanya del mateix nom. Fou governada pel clan paramara dels rajputs al segle x. Kirtipala, el fill més jove de Alhana sobirà de Nadol, va fundar la línia del clan chahuan dels rajputs que va governar a Jalore, que va conquerir als paramara el 1181 sota Rao Kirthi Pal de Nadol (que la va establir com a nova capital del seu domini). El seu clan va donar el nom de Songara a la muntanya. Al cap d'un any el va succeir el seu fill Samarsimha i més tard el seu net Udayasimha (Uday Singh) amb qui l'estat va arribar al cim; va conquerir Nadol i Mandore als musulmans; el 1128 va resistir l'atac i setge d'Iltutmish de Delhi i encara que el sultà va ocupar Jalore, la va recuperar tot seguit. El va succeir Chachigadeva i després Samantasimha, i a aquest el seu fill Kanhadadeva.
El 1297 Ala al-Din Khalji de Delhi hi va passar en tornar de l'expedició a Gujarat però no la va atacar. El desembre de 1305 Ala al-Din va enviar contra Jalore, Ujjain i Chanderi al governador de Multan Ayn al-Mulk i aquest va vèncer la coalició hindú a Malwa, ocupant Ujjain, Dhar, Mandi i Chanderi. El raja chauhan (chawhànida) de Jalore, Kanardeo Chauhan o Kanhad Dev Chauhan, va quedar tan impressionat que va acompanyar Ayn al-Mulk a Delhi per jurar fidelitat a Ala al-Din. Però al cap d'un parell d'anys el raja es va mostrar insolent, i Jalore fou atacada i destruïda el 1311 per Kamal al-Din Gurg, al servei d'Ala al-Din Khilji de Delhi. El raja i el seu fill Viram Deo Songara van morir en la defensa; una mesquita que hauria estat construïda pel conqueridor encara existeix. No obstant a la mort d'Ala al-Din (1316) Jalore va retornar molt aviat als chauhans.
Al segle xiv un cos d'afganesos lohanis van abandonar el Bihar on s'havien establert i es van posar al servei del raja de Jalore. El raja va morir el 1392 per la traïció d'un raja veí. Els afganesos dirigits per Malik Khurram van ajudar la vídua i el fill infant, però aviat van esclatar dissensions i Malik Khurram va prendre el poder i va demanar al subadar de Gujarat la seva intercessió davant el sultà de Delhi per obtenir un firman (decret) dels tughlúquides que li confirmés el títol, cosa que va aconseguir el 1394. Els atacs de Tamerlà a l'Índia el 1399, Jalore va esdevenir completament independent, però més tard es va haver de declarar vassall del sultanat de Gujarat. Al començament del segle xvi la dinastia de Jalore (coneguts com a jaloris) es va apoderar de Palanpur. El seu cap va rebre el títol de nabab i va romandre vassall del Sultanat de Gujarat (Ahmadabad). El 1540 Jodhpur (Rao Maldeo) va ocupar Jalore i la seva comarca almenys de manera temporal. Al final del sultanat de Gujarat, el sobirà de Jalore, Ghazni Khan, es va aixecar en armes el nord de Gujarat en favor de Muzaffar Shah, el darrer sultà d'Ahmadabad. Aquest sultanat fou conquerit per l'Imperi Mogol sota Akbar el Gran, i Palanpur i Jalore van passar a l'imperi el 1573. Ghazni Khan va ser empresonat per Akbar.
Després d'un temps fou alliberat i ell mateix o un fill o net del mateix nom reinstal·lat a Jalore (1589 o 1590) i al cap de set anys va rebre el títol de diwan i el govern de Lahore per haver rebutjat una invasió de les tribus afganeses.
Durant el seu govern el seu germà Malik Firuz Khan va conquerir Palanpur i Deessa cedides per l'emperador com a dot als jaloris, i va establir els seus quarters a la primera ciutat. Ghazni Khan va morir el 1614 i el va succeir el seu fill Pahad Khan que va deixar el lloc el 1616 al seu oncle Firuz Khan. El 1682 els sobirans van ser confirmats en la possessió de Jalore i Sachor per Aurangzeb. El 1699 la capital es va fixar a Palanpur. Sota domini britànic Jalore formava un dels districtes del principat de Jodhpur.

## Llocs interessants
- El fort de Jalore
- Els temples jainistes del segle viii dedicats al primer Tirthankar, Adinatha, al 24è Tirthankar, a Mahavira, al 23 Parsvanatha i al 16è Shantinath
- Top Khana
- Mesquita de Malik Shah
- Santuari del santó Jallindernath Maharaj
- Temples jainistes de Rishabha Dev (Adinath), Munisuvrata Swami, Acharya Rajendrasuri Maharaj, i Sri Neminath Adhisthayaka Nagotra Solanki Gotria Kuldevi Sri Ambikadevi (a Santhu a uns 25 km)
- Temple de Pipleshwar (Pipleshwar Matir)
- Temple de Sureshwar Matir
- Temple d'Akhada

## Llista de sobirans jaloris
1. Khurran Khan, vers 1370
2. Yusuf Khan (fill)
3. Hasan Khan (fill)
4. Salar Khan(fill)
5. Usman Khan (germà), rebé el títol hereditari de Zubdat-ul-Mulk del sultà de Gujarat.
6. Subban Khan (fill de Salar Khan)
7. Mujahid Khan I (fill), fins a 1509
8. Ali Sher Khan (germà)
9. Sikandar Khan (fill), fins a 1548
10. Ghazni Khan I (fill?) 1548-1573
11. Khanji (fill ?) 1573-1576
12. Domini imperial 1576-1589
13. Ghazni Khan I (segona vegada), primer diwan 1589-1614 (o Ghazni Khan II)
14. Pahad Khan I (fill) 1614-1616
15. Firuz Khan (germà de Ghazni Khan I) 1616-?
16. Mujahid Khan II (fill)
17. Kamal Khan (nebot, fill de Salim Khan)
18. Fateh Khan (germà)
19. Firuz Khan II (fill de Kamal Khan)